# Александер Цепффель
Александер Цепффель (нім. Alexander Zäpffel; 31 серпня 1882, Відень — 1950, Відень) — австро-угорський, австрійський і німецький офіцер, генерал-майор вермахту.

## Біографія
Учасник Першої світової війни, служив в артилерії. Після війни продовжив службу в австрійській армії. З 1 квітня 1937 року — командир 2-го артилерійського полку. Після аншлюсу 13 березня 1938 року автоматично перейшов у вермахт. З 1 квітня 1938 року — командир 96-го артилерійського полку. 31 січня 1939 року вийшов у відставку. 1 лютого 1940 року відновлений на службі і призначений командиром 262-го запасного артилерійського полку. 1 липня 1942 року відправлений в резерв фюрера, 31 липня звільнений у відставку.

## Звання
- Кадет-капрал (1 листопада 1903)
- Кадет-феєрверкер (1 листопада 1904)
- Кадет-виконувач обов'язків офіцера (1 травня 1905)
- Лейтенант (1 листопада 1905)
- Оберлейтенант (1 травня 1911)
- Майор (1 червня 1921)
- Оберстлейтенант (1 червня 1924)
- Оберст (23 червня 1936)
- Генерал-майор запасу (31 січня 1939)
- Генерал-майор (1 лютого 1940)

## Нагороди
- Ювілейний хрест
- Медаль «За військові заслуги» (Австро-Угорщина) з мечами — нагороджений тричі (бронзова і 2 срібних).
- Хрест «За військові заслуги» (Австро-Угорщина) 3-го класу з військовою відзнакою і мечами — нагороджений двічі.
- Орден Залізної Корони 3-го класу з військовою відзнакою і мечами
- Військовий Хрест Карла
- Залізний хрест 2-го класу
- Медаль «За поранення» (Австро-Угорщина) для інвалідів
- Пам'ятна військова медаль (Австрія) з мечами
- Хрест «За вислугу років» (Австрія) 2-го класу для офіцерів (25 років)
- Пам'ятна військова медаль (Угорщина) з мечами
- Орден Заслуг (Австрія), лицарський хрест
- Почесний хрест ветерана війни з мечами
- Медаль «За вислугу років у Вермахті» 4-го, 3-го, 2-го і 1-го класу (25 років)
- Нагрудний знак «За поранення» в чорному